# Bertolínia (gemeente)
Bertolínia is een gemeente in de Braziliaanse deelstaat Piauí. De gemeente telt 5.484 inwoners (schatting 2009).